# Langt undertøj
Langt undertøj er undertøj med lange ærmer og ben, der især bruges i koldt vejr, hvor de hjælper bæreren med at holde varmen. Langt undertøj er oftest todelt med undertrøje og underbukser, men kan også fås, hvor de to dele går ud i ét. Fordelene ved den todelte udgave er, at man kan vælge at bruge én af delene eller begge, mens man med ud i ét-udgaven er nødt til at bruge det eller ej. 
Langt undertøj til almindeligt brug er ofte lavet af uld, men kan også være af et kunststof. En variant kaldet termoundertøj har to eller evt. flere lag, hvor materialet kan være ens eller en blanding af uld og kunststof. Ideen er her, at man skaber en isolerende luftpude mellem de to lag, som yderligere kan beskytte kroppen mod udefrakommende kulde.